# Eugène Guillaume
Pour les articles homonymes, voir Eugène Guillaume (architecte) et Guillaume.
Jean Baptiste Claude Eugène Guillaume, né le 4 juillet 1822 à Montbard (Côte-d'Or) et mort le 1er mars 1905 à Rome (Italie), est un sculpteur, professeur et critique d'art français.

## Biographie

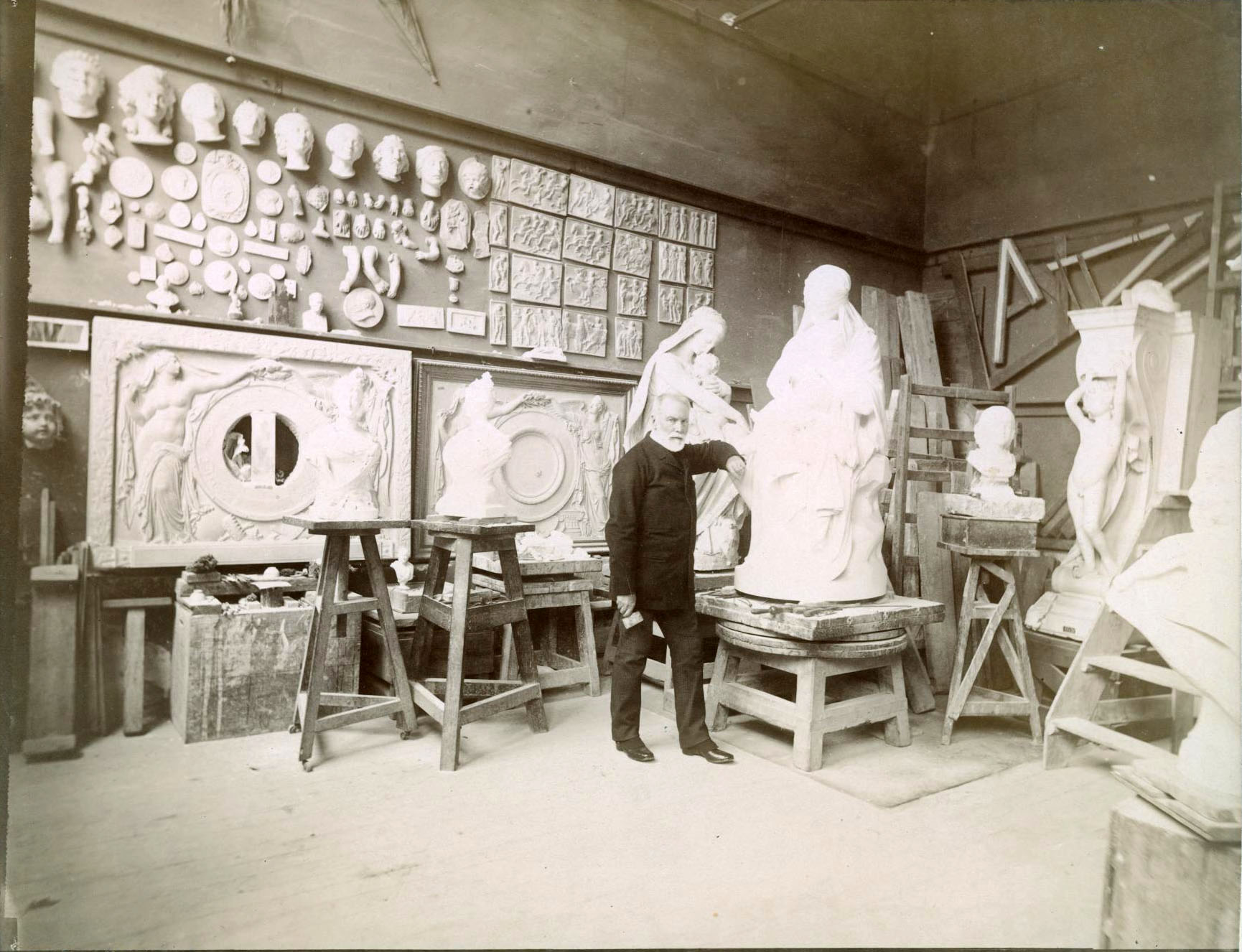
Eugène Guillaume dans son atelier, vers 1885-1890, photographie anonyme, New-York, Frick Collection.

Élève du sculpteur James Pradier, Eugène Guillaume remporte le premier grand prix de Rome en sculpture de 1845 avec une statue ayant pour sujet Thésée trouvant sur un rocher l'épée de son père.
Il est successivement chef d'atelier puis, de 1864 à 1878, directeur de l'École des beaux-arts de Paris, puis professeur de dessin à l'École polytechnique.
Il est professeur au Collège de France à partir de 1882 et dirige l'Académie de France à Rome (villa Médicis) de 1891 à 1904. En 1890, il préside l'Exposition internationale de blanc et noir.
Le 26 mai 1898, il est élu à l'Académie française en remplacement du duc d'Aumale.
Il est élevé à la dignité de grand-croix de la Légion d'honneur le 16 août 1900.
Il est inhumé à Paris au cimetière du Père-Lachaise (67e division).

## Œuvres dans les collections publiques
Danemark

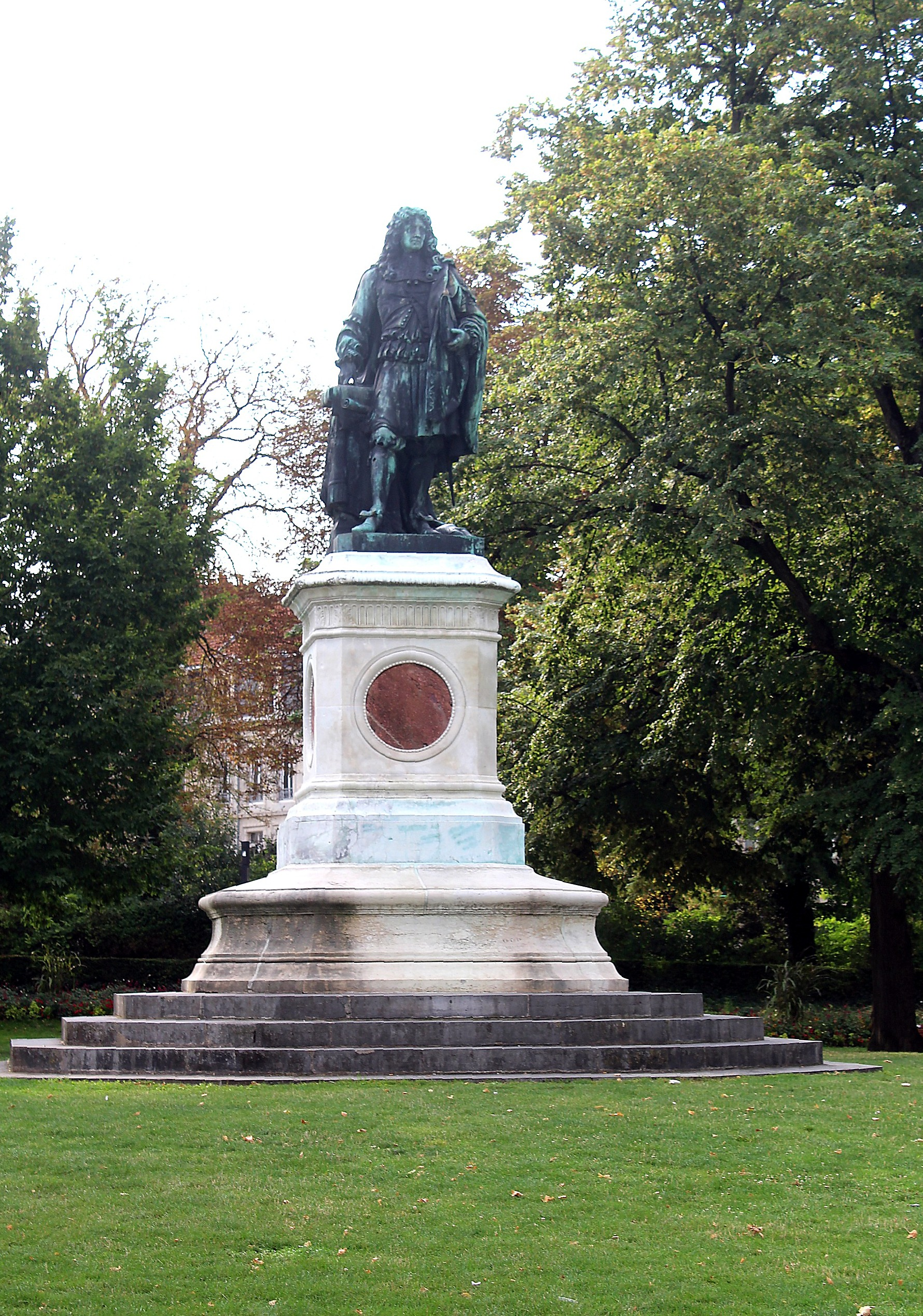
Monument à Colbert (1860), Reims, square Colbert.

- Copenhague, Ny Carlsberg Glyptotek : Ludwig van Beethoven, années 1870, buste en marbre[3].

France
- Angers, entrée du jardin des Plantes : Monument à Michel-Eugène Chevreul, 1893, bronze, 237 × 110 × 180 cm, fondu par les élèves de l'École nationale d'arts et métiers d'Angers en 1893. Chevreul est représenté assis[4].
- Bagnères-de-Luchon : François Ier et sa sœur Marguerite fondant le Collège de France, 1905, groupe en marbre.
- Chantilly, château de Chantilly : Bossuet, 1887, statue en marbre.
- Clermont-Ferrand, square Blaise-Pascal : Blaise Pascal, bronze monumental exécuté par Eugène Guillaume en 1879, fondu par Ferdinand Barbedienne, inauguré en 1880[5].
- Gray, musée Baron-Martin : 
  - Anacréon couronné de roses, bronze, 40 × 18 × 28 cm, dépôt du musée des Arts décoratifs ;
  - Bonaparte, lieutenant d'artillerie, plâtre patiné, 45 × 15 × 14 cm, dépôt du musée des Arts décoratifs.
- Lyon, musée des Beaux-Arts : Castalie ou Source de la poésie, 1883, statue en marbre.
- Marpent, mairie : Sapho, 1878, terme en marbre.
- Neuvy-sur-Barangeon : quatre statues, 1903, marbre (?), aux angles de la pièce d'eau du parc du château du Grand-Chavanon ou de Saint-Hubert, bâti de 1895 à 1897 pour le vicomte Robert du Bourg de Bozas.
- Paris :
  - basilique Sainte-Clotilde : Sainte Clothilde, 1854, statue en pierre polychrome et dorée, verre, émail. Polychromie par Alexandre Denuelle.
  - cimetière du Père-Lachaise, 19e division : La Sculpture, bas-relief en pierre ornant la tombe du sculpteur Francisque Duret et du peintre Pierre Auguste Cot.
  - École nationale supérieure des beaux-arts :
    - Monument à Ingres, 1871 ;
    - Félix Duban, 1884, buste en bronze, entrée de l'amphithéâtre d'honneur.

  - fontaine Saint-Michel : La Force, 1860, statue en pierre, une des quatre vertus cardinales.
  - église de la Sainte-Trinité : statues de Hilaire de Poitiers, Augustin d'Hippone et Grégoire de Naziance.
  - musée d'Orsay :
    - Le Faucheur, 1849, statue en bronze[6] ;
    - Anacréon, 1851, statue en marbre[7] ;
    - Anacréon, vers 1875, statuette en plâtre[8] ;
    - Les Gracques, 1853, double buste en bronze. Le modèle plâtre a été exécuté à la villa Médicis en 1847-1848[9] ;
    - Napoléon Ier en empereur romain, statuette en pied, cire ;
    - Portrait de Jules Ferry, 1887, buste en plâtre ;
    - Portrait de Jules Grévy, 1896, buste en plâtre.

  - opéra Garnier, façade principale : La Musique instrumentale, 1869, groupe en pierre.
  - Palais de Justice, galerie Saint-Louis de la Cour de cassation : Statue de Saint Louis, 1878.
  - palais du Louvre :
    - L'Abondance, haut-relief en pierre et deux Cariatides, 1857, fronton de la façade sud du pavillon Turgot ;
    - Michel de l'Hospital, 1855, statue en pierre, aile Daru.
- Marseille, façade du palais de la Bourse :
  - La Navigation, 1859, haut-relief ;
  - Le Commerce, 1859, haut-relief.
- Reims, square Colbert : Monument à Colbert, 1860, bronze. Piédestal par Théodore Ballu[10].
- Versailles, châteaux de Versailles et de Trianon :
  - Paul Bert, 1887, buste en plâtre ;
  - Monument à Adolphe Thiers, 1903. Thiers est représenté en pied à la tribune, à ses pieds figurent trois livres représentant l'histoire de la Révolution, du Consulat et de l'Empire, le piédestal est flanqué des génies de l'Histoire et de l'Éloquence.
- Suresnes, forteresse du Mont-Valérien : Anacréon.

## Salons
- 1873 : Source de la poésie, statue en plâtre[11].
- 1894 : Naissance de Vénus, statuette en plâtre[12].

Œuvres d'Eugène Guillaume
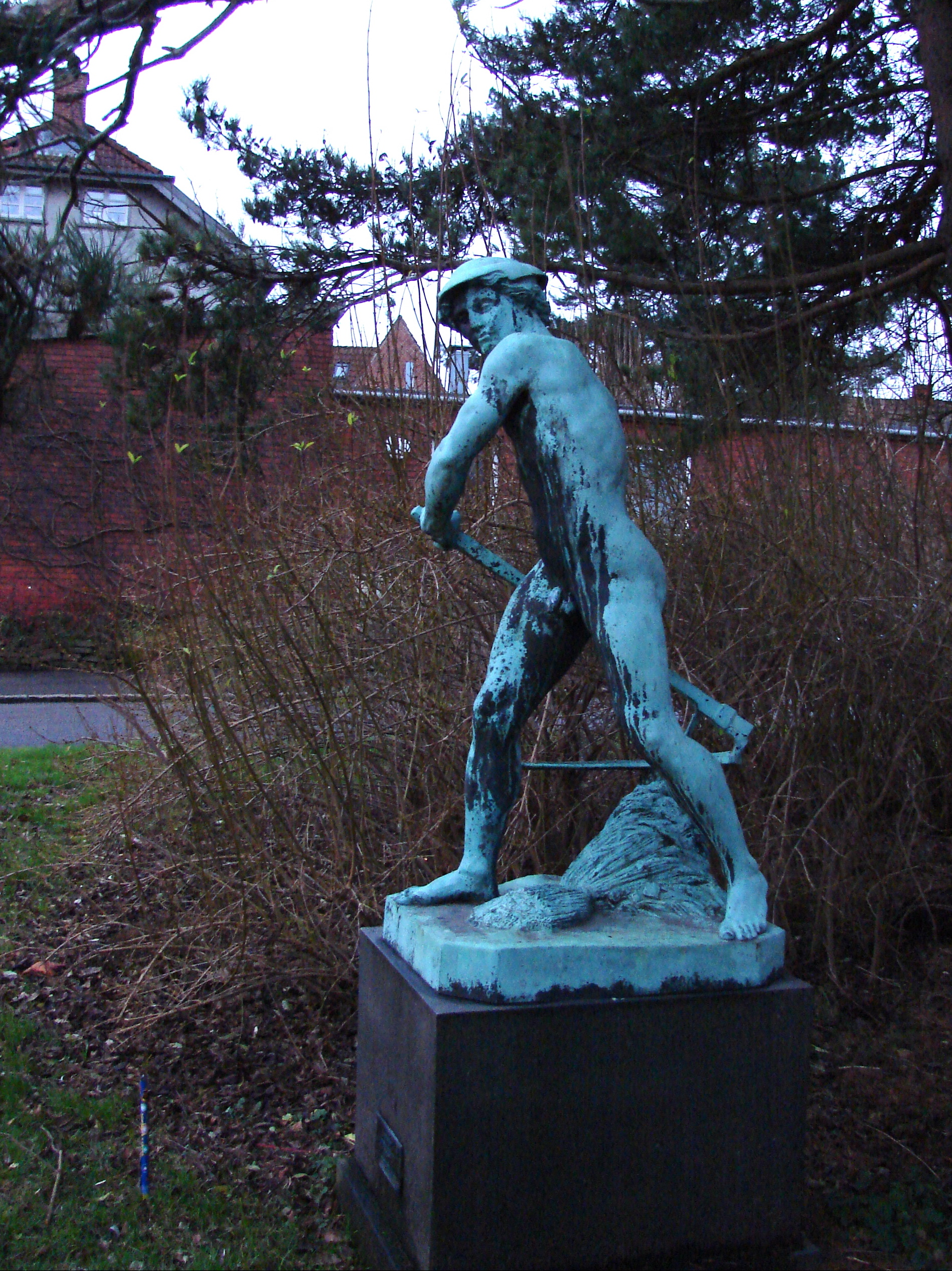
Le Faucheur (1849), Copenhague.
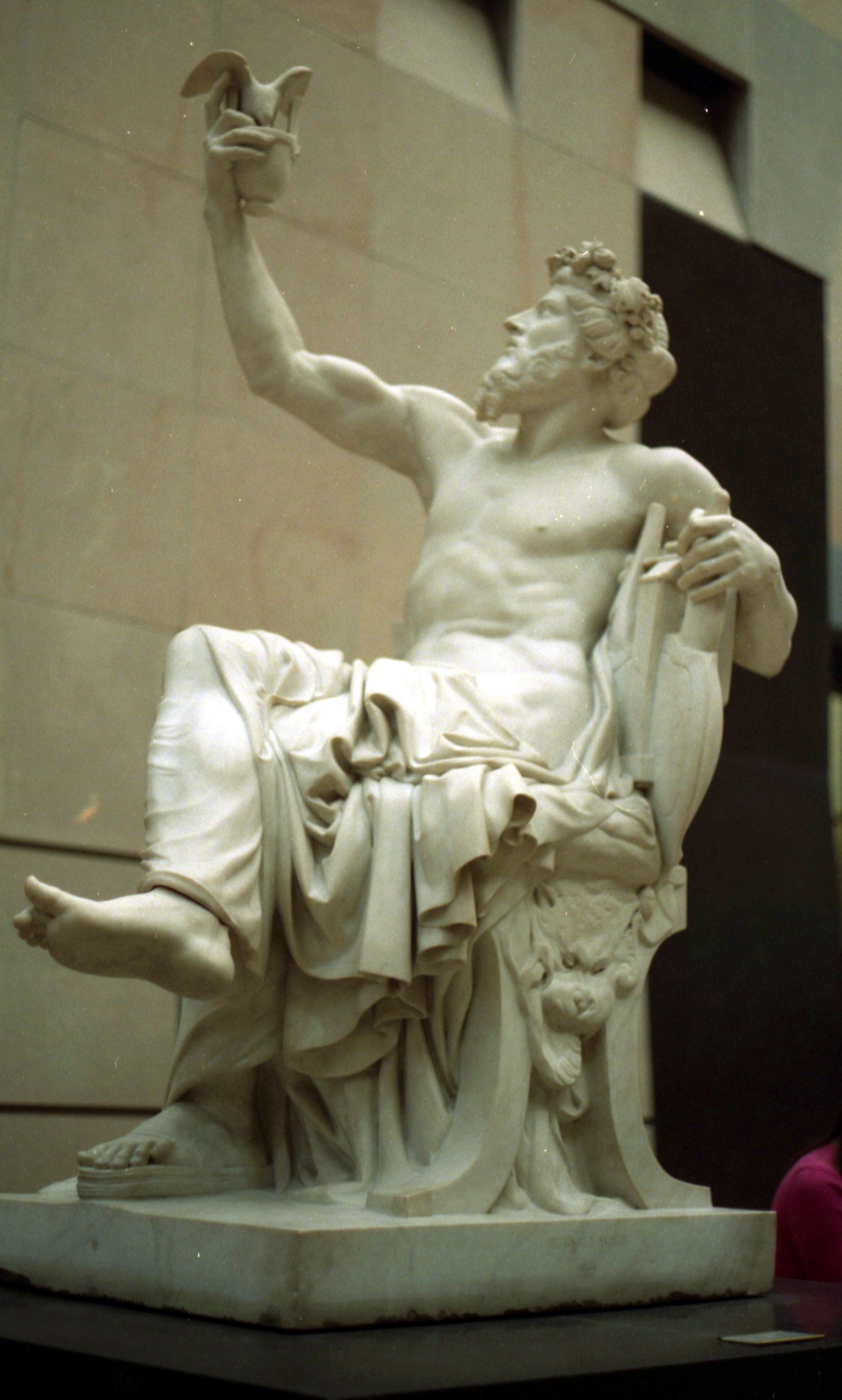
Anacréon (1851), Paris, musée d'Orsay.
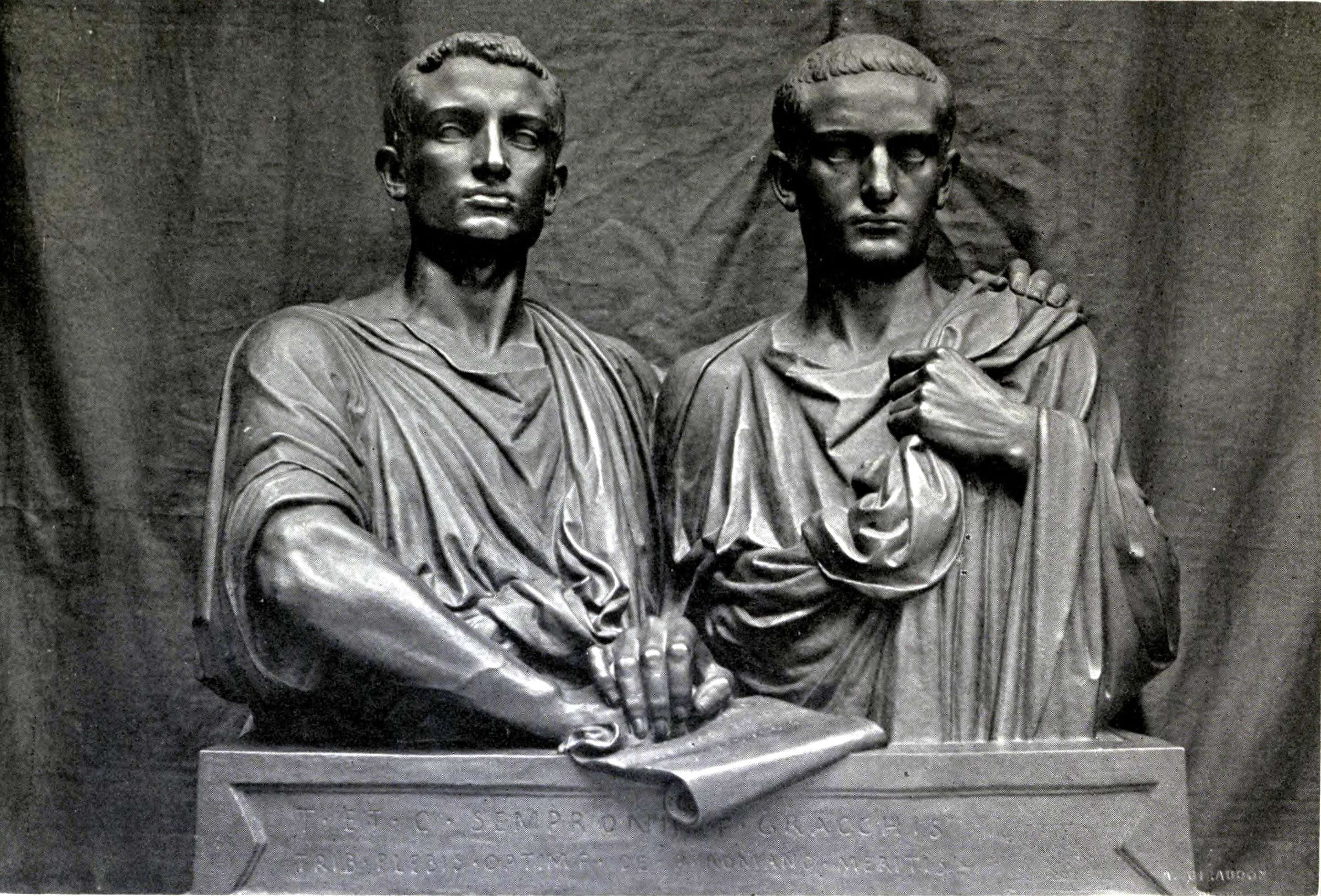
Les Gracques (1853), bronze, Paris, musée d'Orsay.
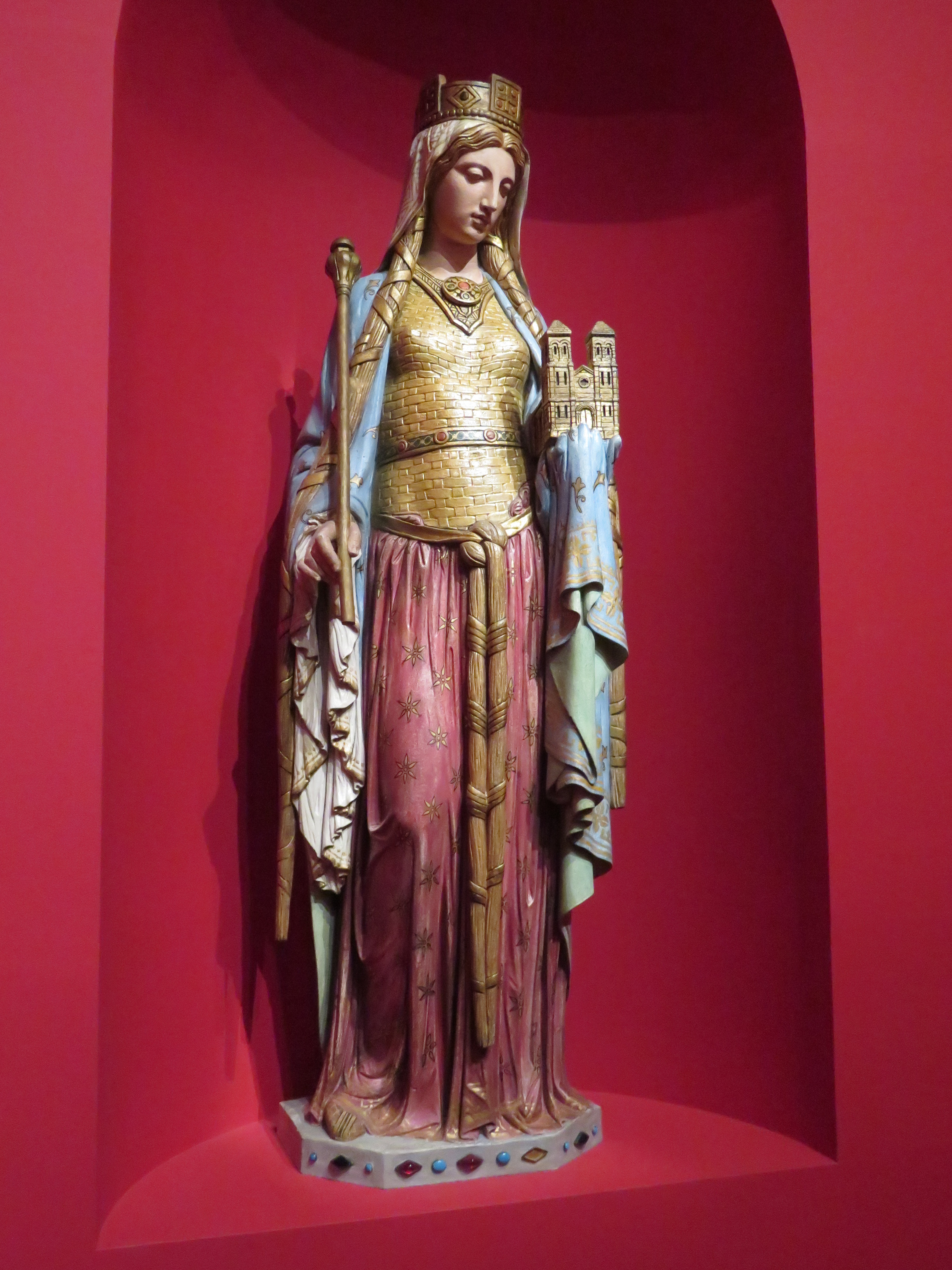
Sainte Clothilde (1854), Paris, basilique Sainte-Clotilde.
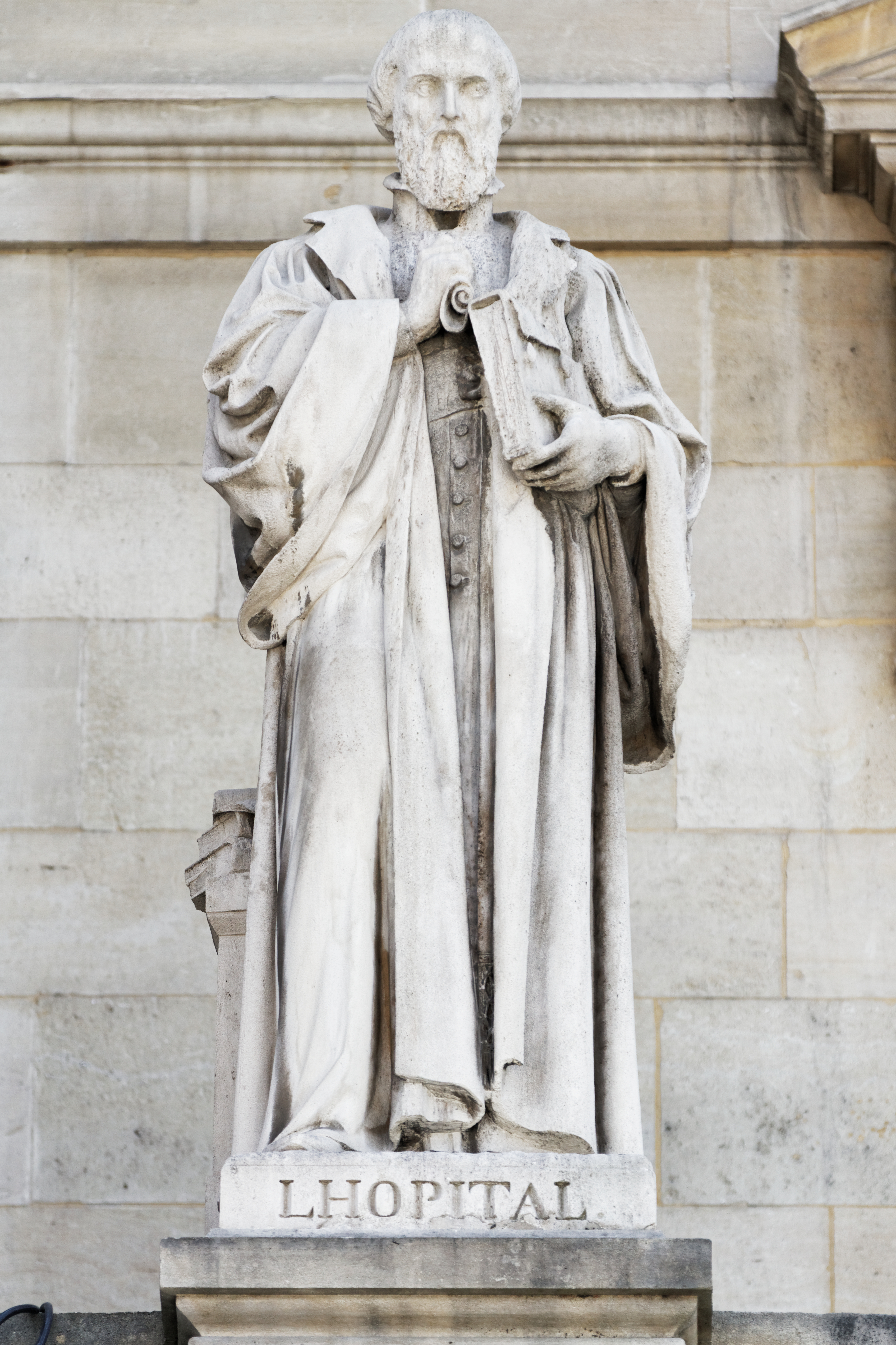
Michel de l'Hospital (1855), aile Daru, Paris, palais du Louvre.
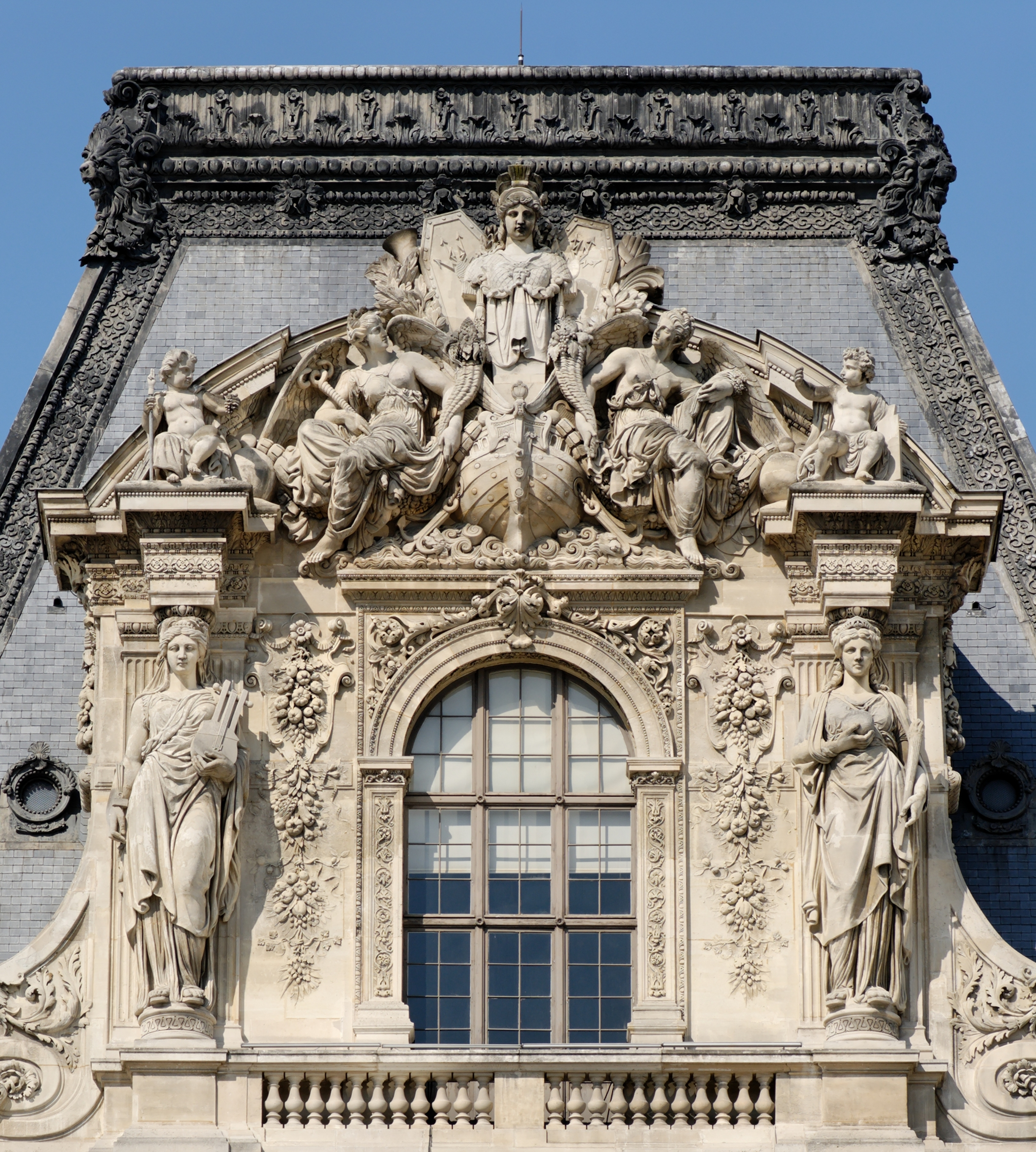
L'Abondance et Cariatides (1857), fronton de la façade sud du pavillon Turgot, Paris, palais du Louvre.
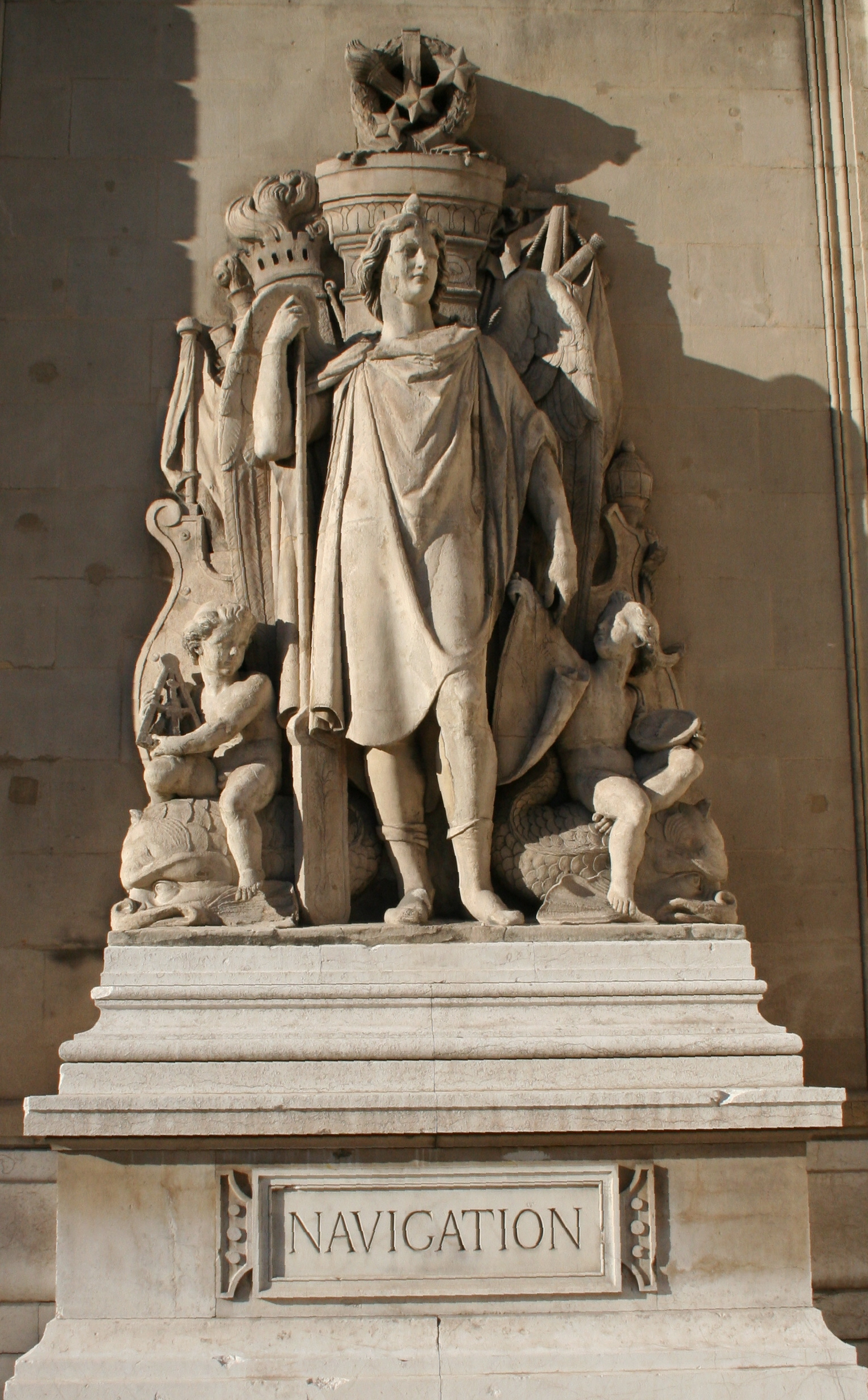
La Navigation (1859), Marseille, palais de la Bourse.
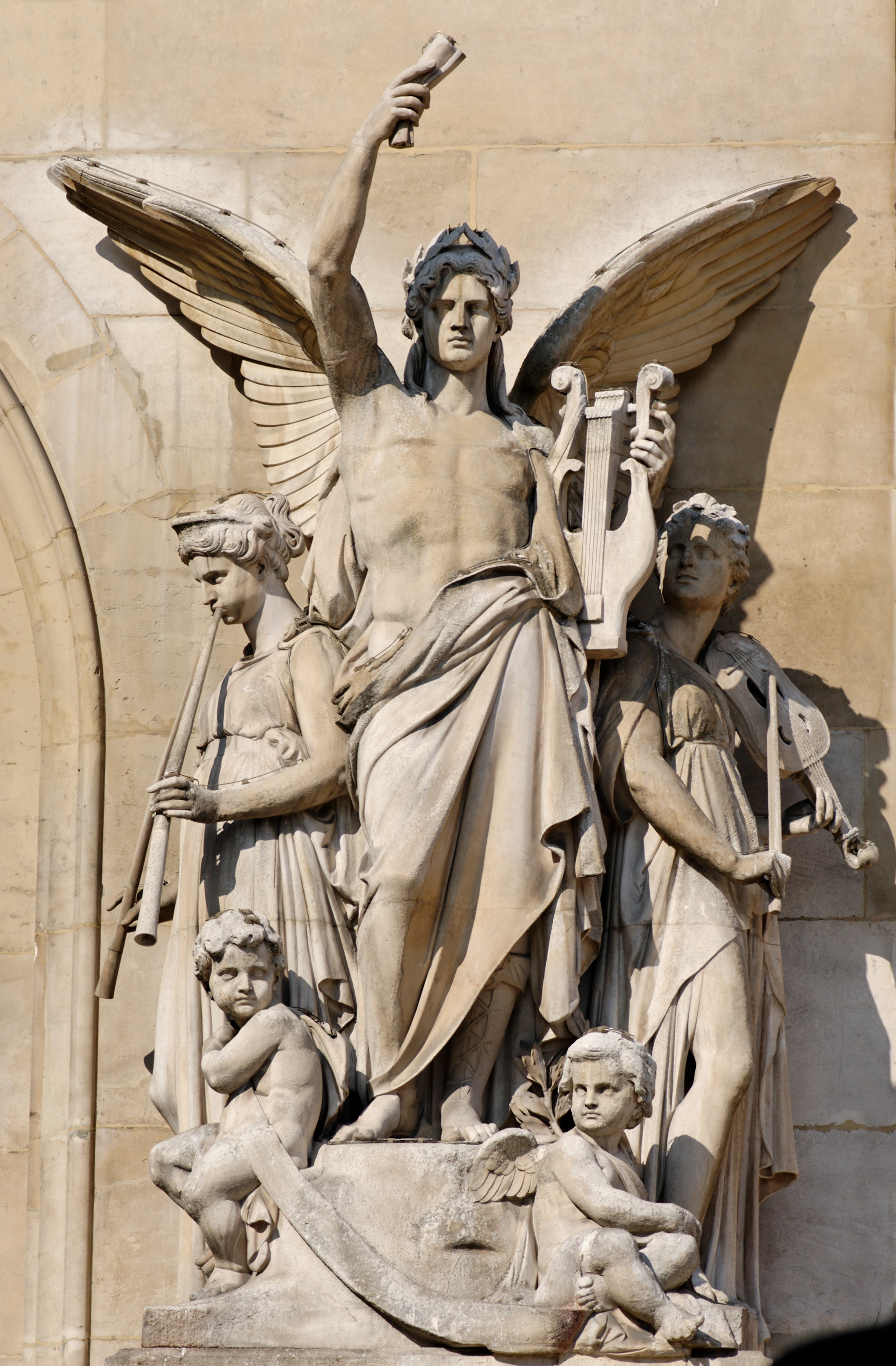
La Musique instrumentale (1869), Paris, façade de l'opéra Garnier.
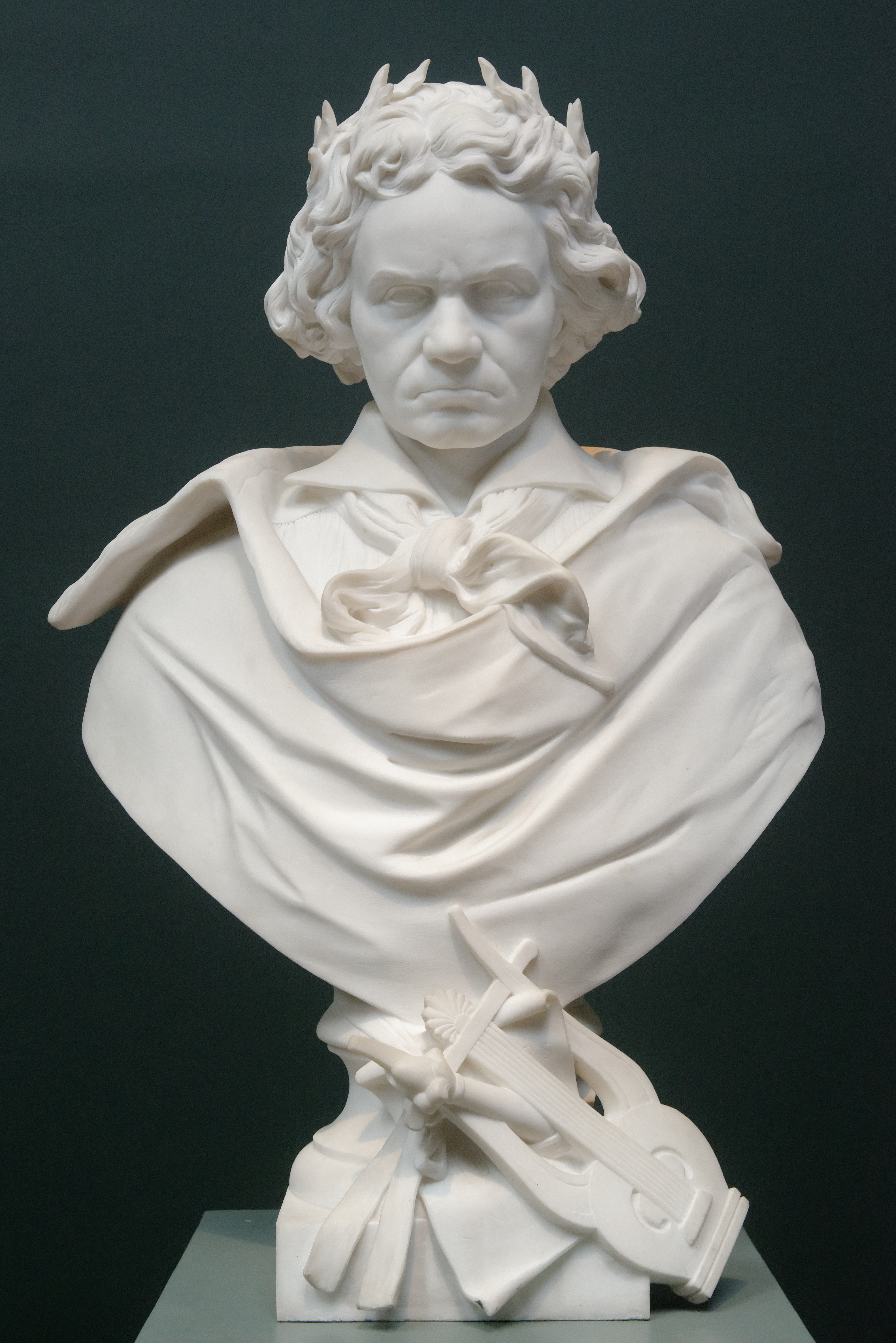
Ludwig van Beethoven (années 1870), Copenhague, Ny Carlsberg Glyptotek.
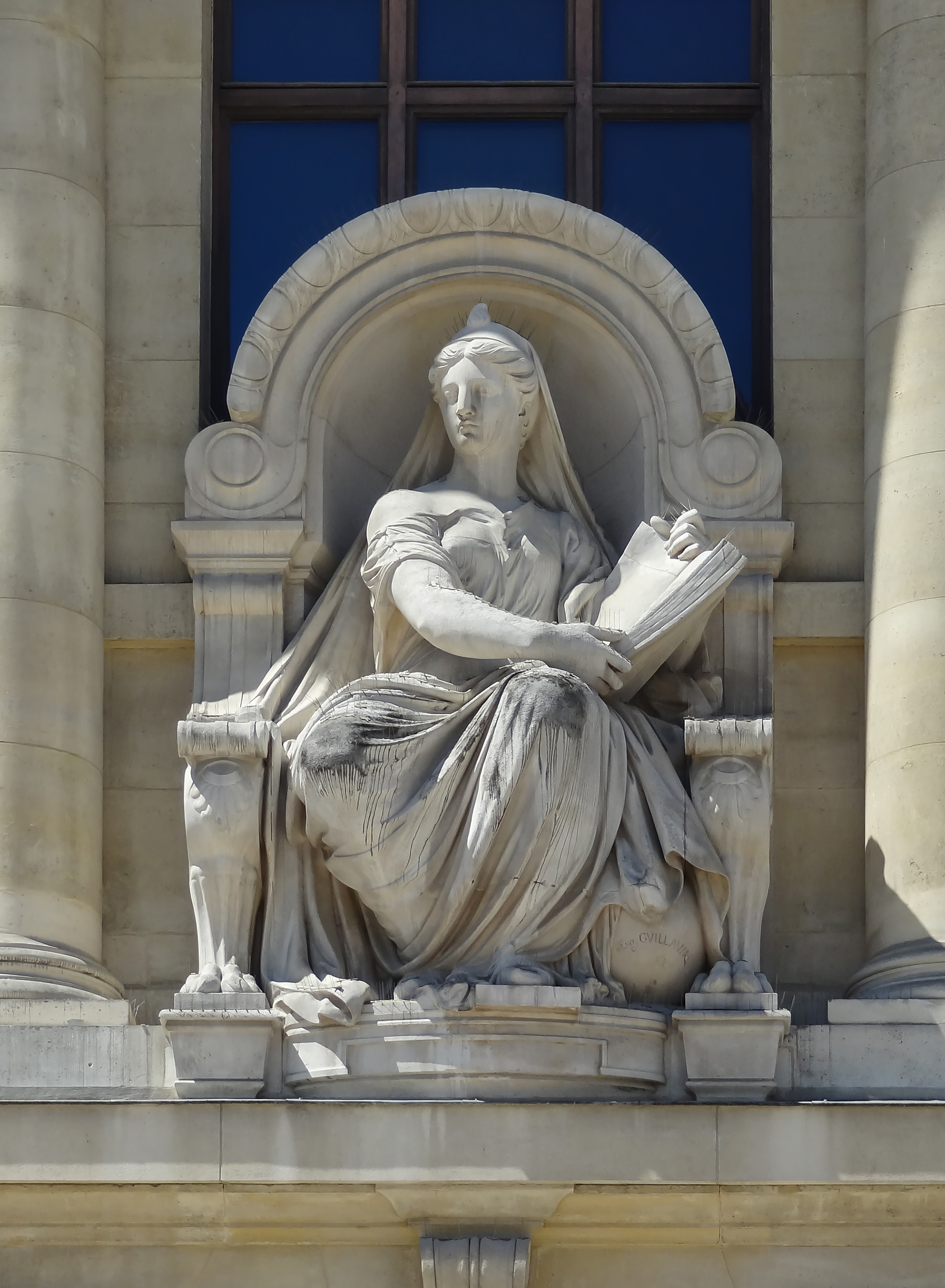
L'Histoire naturelle (vers 1877), Paris, Muséum national d'histoire naturelle.
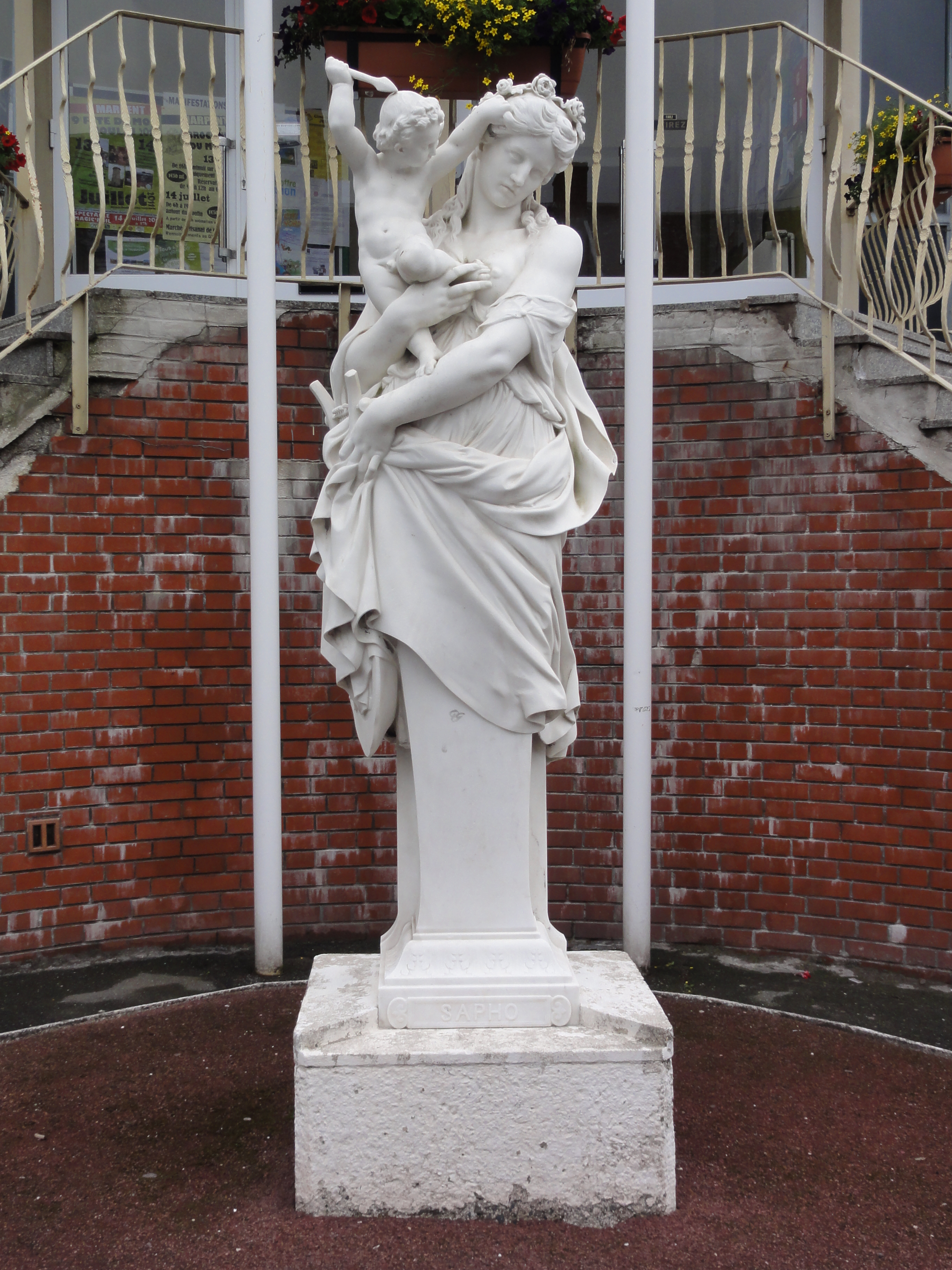
Sapho (1878), marbre, mairie de Marpent.
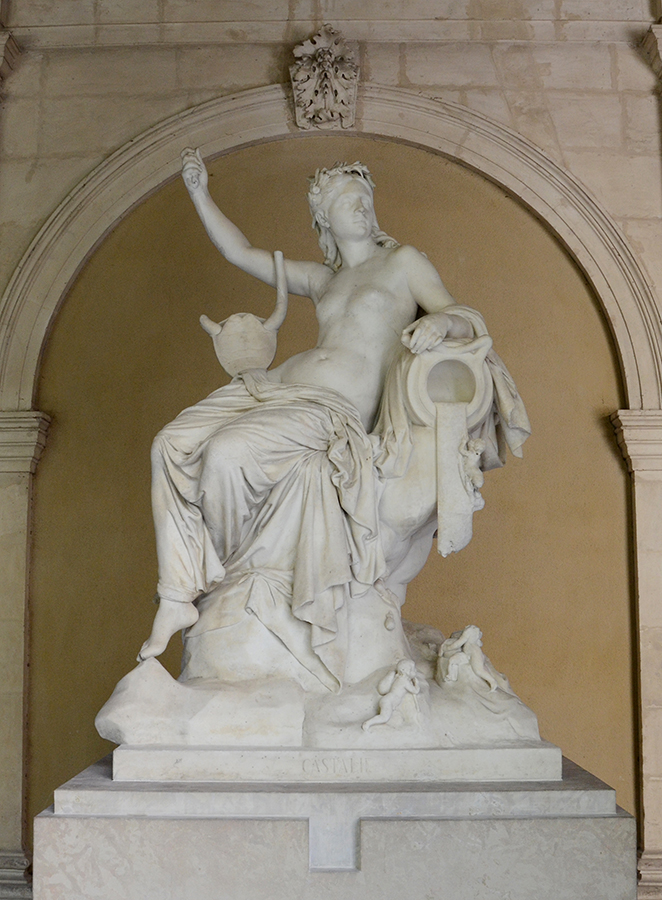
Castalie ou Source de la poésie (1883), musée des Beaux-Arts de Lyon.
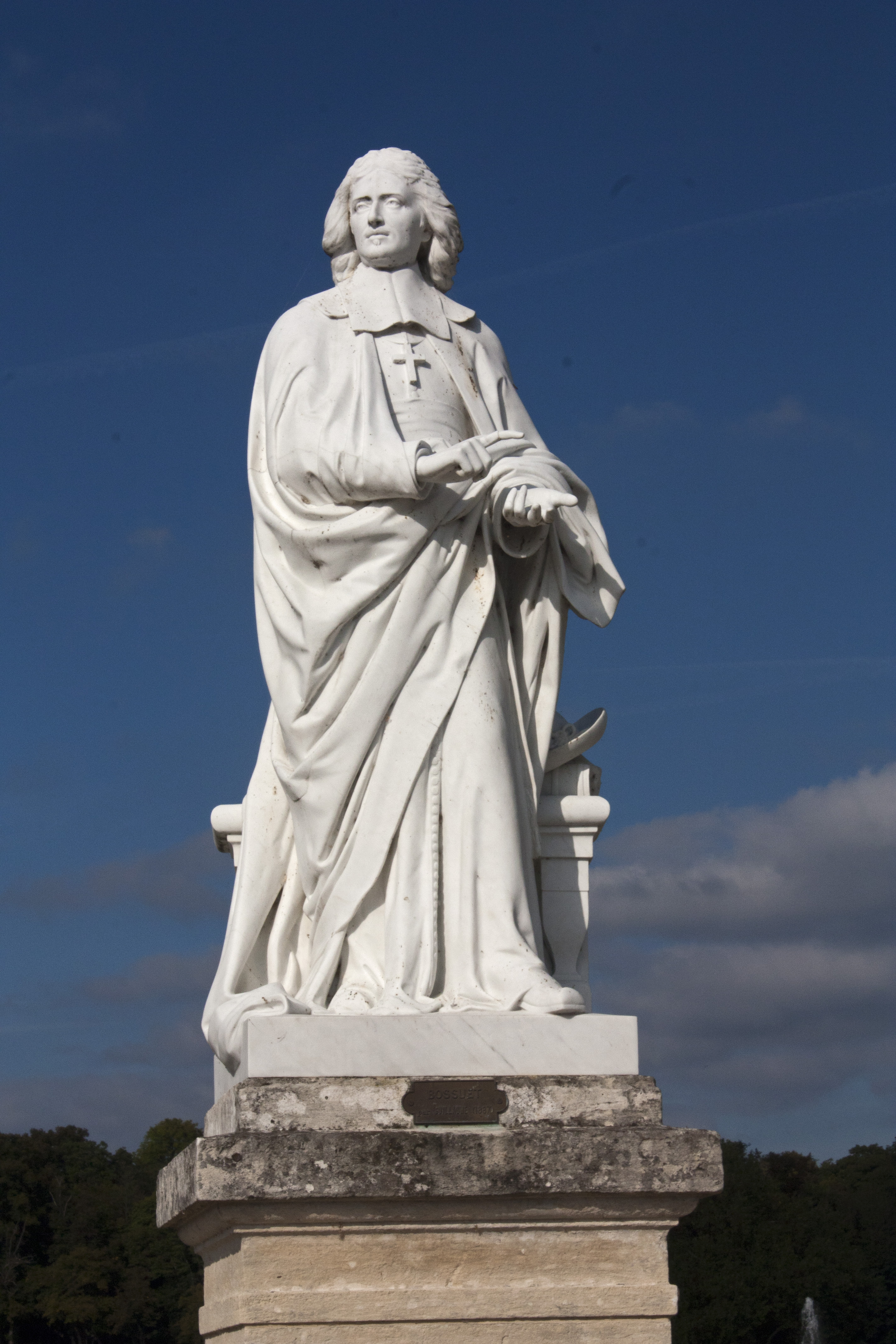
Bossuet (1887), château de Chantilly.
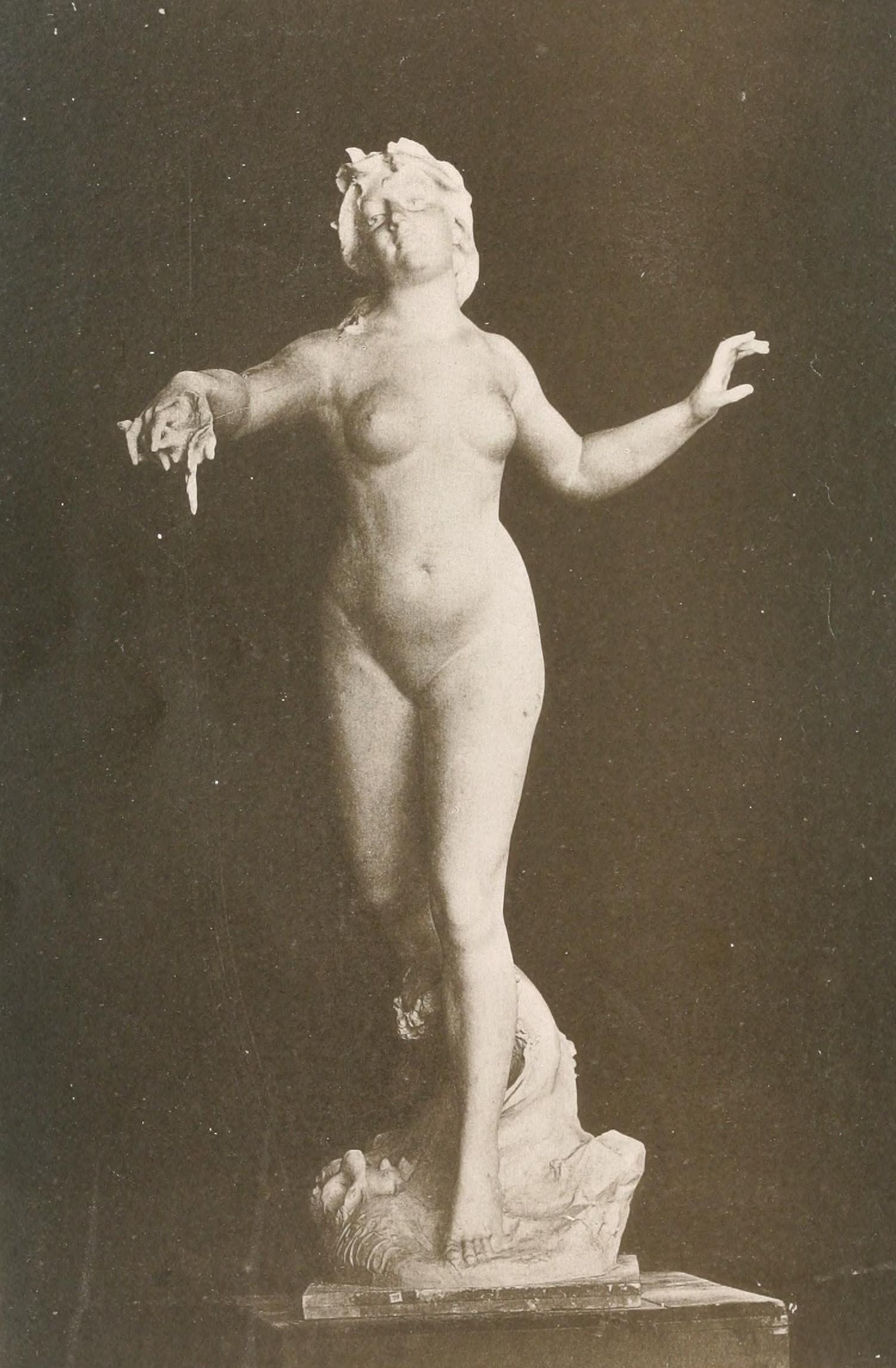
Naissance de Vénus (Salon de 1894), localisation inconnue.
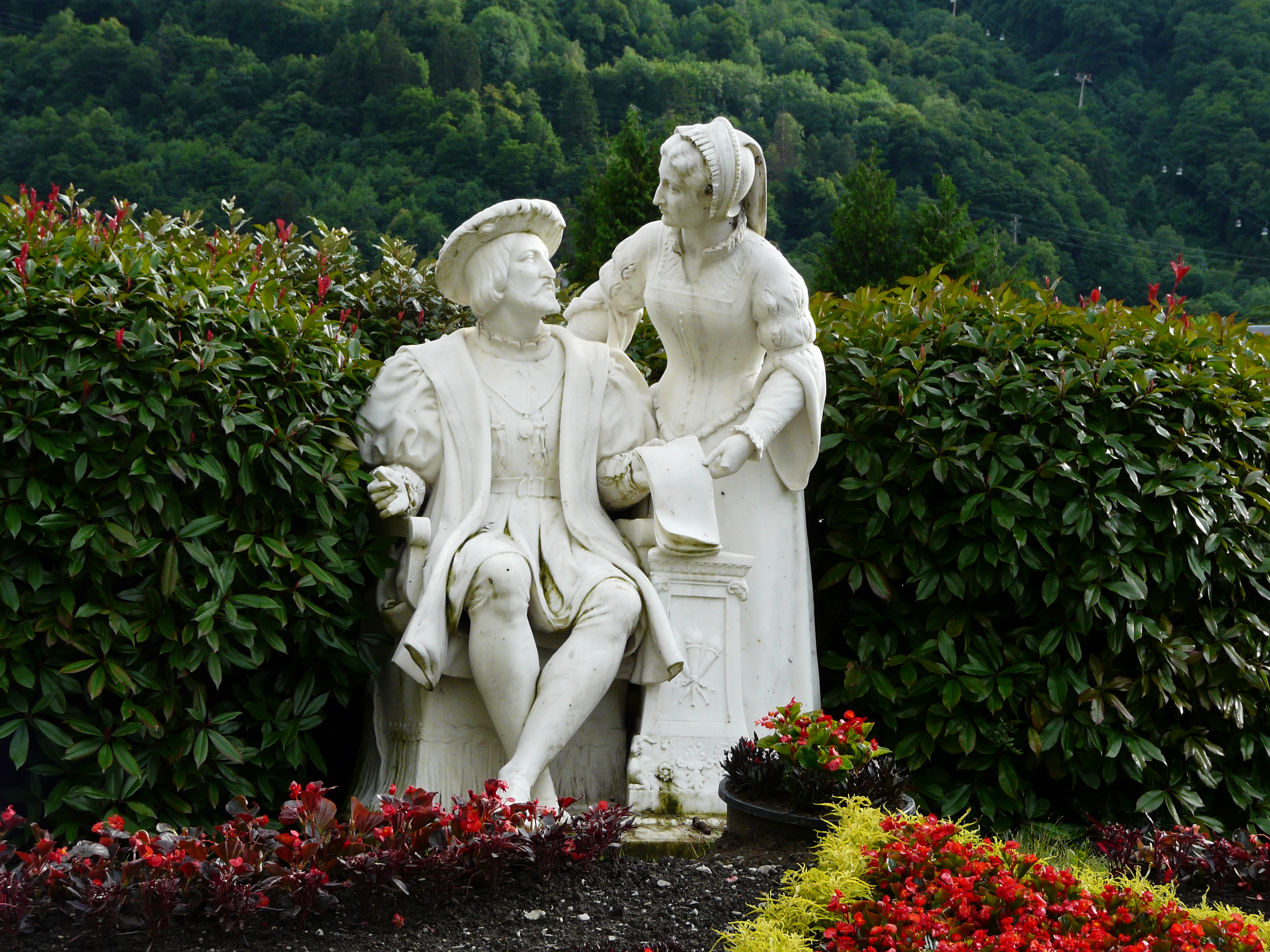
François Ier et sa sœur Marguerite fondant le Collège de France (1905), Bagnères-de-Luchon.

## Élèves
- André-Joseph Allar (1845-1926), prix de Rome en 1869.
- Ferdinand Cressigny
- Édouard Lanteri (1848-1917).
- Félix Martin (1844-1917).

### Iconographie
- Jules Chaplain, Eugène Guillaume, 1886, médaille en bronze, Philadelphie, Philadelphia Museum of Art.
- Henri Chapu, Portrait d'Eugène Guillaume, 1861, médaillon en bronze, Lille, palais des Beaux-Arts.
- Auguste Rodin, Portrait d'Eugène Guillaume, 1903, buste en bronze, Paris, musée d'Orsay.